# 橋本純次
橋本 純次（はしもと じゅんじ、1916年（大正5年）1月27日 - 1983年（昭和58年）4月18日）は、日本の数学者。専門は一般代数学、束論（特に分配束）。神戸大学理学部長。勲五等瑞宝章。兵庫県明石市出身。一般には数学教育分野、特に参考書であるチャート式数学の著者として知られる。

## 来歴
1916年父橋本久一、母ぬいの長男として兵庫県明石市に生まれる。県立明石中学、東京高師、文理大を卒業後山梨県等で教職に携わった後、戦後神戸工専から神戸大学文理学部創設とともに同大学助教授、教授、理学部長。

## 年譜
- 1928年（昭和3年） - 県立明石中学入学。
- 1932年（昭和7年） - 東京高等師範学校入学
- 1934年（昭和9年） - 東京文理科大学入学
- 1937年（昭和12年） -  東京文理科大学卒業
- 1951年（昭和26年） - 神戸大学文理学部助教授[3]
- 1954年（昭和29年） - 神戸大学理学部助教授
- 1957年（昭和32年） - 理学博士（大阪大学位授与）
- 1960年（昭和35年） - 神戸大学教授
- 1965年（昭和40年） - 神戸大学理学部長
- 1969年（昭和44年） - 神戸大学退官
- 1983年（昭和58年） - 死去、満67歳。贈正四位、贈勲五等瑞宝章（没時叙位陞勲）